# Wandel Peak
Der Wandel Peak ist mit 980 m der höchste Berg auf der Booth-Insel im Wilhelm-Archipel vor der Westküste der Antarktischen Halbinsel. Er ragt 800 m südlich des Gourdon Peak auf.
Adrien de Gerlache de Gomery, Leiter der Belgica-Expedition (1897–1899), benannte die bereits von Eduard Dallmann als Booth-Insel benannte Insel als Île Wandel. Zur Bewahrung von de Gerlaches Benennung wurde diese später auf den hier beschriebenen Berg übertragen. Namensgeber ist der dänische Hydrograph Carl Frederik Wandel (1843–1930), der an den Vorbereitungen der Forschungsreise beteiligt war.